# Pelidnota ulianai
Pelidnota ulianai är en skalbaggsart som beskrevs av Soula 2010. Pelidnota ulianai ingår i släktet Pelidnota och familjen Rutelidae. Inga underarter finns listade i Catalogue of Life.